# 韦尔西尼 (瓦兹省)
韦尔西尼（法語：Versigny，法語發音：[vɛʁsiɲi]）是法国瓦兹省的一个市镇，属于桑利斯区。

## 地理
韦尔西尼（49°9'38"N, 2°45'48"E）面积14.5 平方千米，位于法国上法蘭西大區瓦兹省，该省份为法国北部内陆省份，北起索姆省，西接厄尔省和滨海塞纳省，南至塞纳-马恩省和瓦兹河谷省，东临埃纳省。
与韦尔西尼接壤的市镇（或旧市镇、城区）包括：巴龙、欧热圣樊尚、蒙塔尼圣费利西泰、楠特伊勒欧杜安、奥尔穆瓦维莱尔、佩鲁瓦莱贡布里、罗西耶尔。

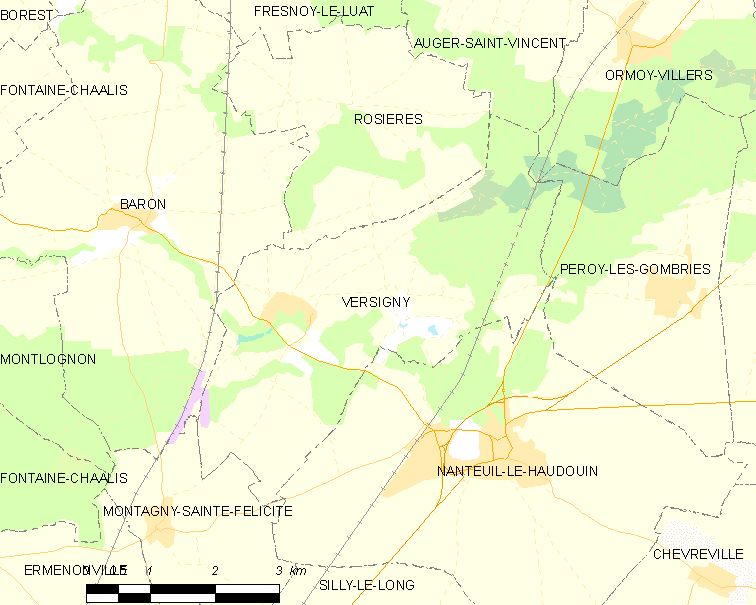
的OSM定位图

韦尔西尼的时区为UTC+01:00、UTC+02:00（夏令时）。

## 行政
韦尔西尼的邮政编码为60440，INSEE市镇编码为60671。

## 政治
韦尔西尼所属的省级选区为楠特伊勒欧杜安县。

## 人口

1962-2008年间人口变化图示

韦尔西尼于2022年1月1日时的人口数量为348人。